# Lisskulla Moltke-Hoff
Lisskulla Moltke-Hoff, född 19 mars 1947, är en svensk filmklippare, konstnär och filmare. Hon är även verksam inom performance  och video baserad konst.

## Klippning
- Och stjärnans namn var malört (1996)
- Lögn (1996)
- Miss Amerigua (1994)
- Amors bilar (1988)
- Vidöppen stad (1988)
- Sent om hösten - en dag i Sverige (1987)
- Flykten (1985)
- Hotet (1985)
- På gränsen (1985)
- Människan och jorden (1983)